# When the Heart Calls (film 1912 Al Christie)
When the Heart Calls è un cortometraggio muto del 1912 diretto da Al Christie.  È il film d'esordio di Louise Glaum.

## Produzione
Il film fu prodotto da David Horsley per la sua Nestor Film Company, una piccola compagnia che confluì l'8 giugno 1912 nella Universal Film Manufacturing Company.

## Distribuzione
Distribuito dalla Universal Film Manufacturing Company, il film uscì nelle sale il 19 agosto 1912.